# 真駒内屋内競技場
真駒内屋内競技場（まこまないおくないきょうぎじょう）は、北海道札幌市南区の北海道立真駒内公園内にある多目的施設。正式名称は北海道立真駒内公園屋内競技場（ほっかいどうまこまないおくないきょうぎじょう）。
北海道セキスイハイムがネーミングライツ（命名権）を取得しており、愛称を真駒内セキスイハイムアイスアリーナ（まこまないセキスイハイムアイスアリーナ）としている。

## 概要
北海道立真駒内公園にあり、北海道道82号西野真駒内清田線を挟んで真駒内セキスイハイムスタジアム（真駒内屋外競技場）がある。1972年の『札幌オリンピック』アイスホッケー競技、フィギュアスケート競技及び閉会式に使用する国立の屋内競技場として建設。同オリンピック開催時の名称は「真駒内屋内スケート競技場」であった。多雪地域としては日本国内初となる大ドーム建築で、当時は屋内スケート競技場として日本国内最大規模であった。
これまでに全国規模や国際規模の競技大会や各種イベントを開催しており、新日本プロレスの興行、『スターズ・オン・アイス』や『THE ICE』などのアイスショー、コンサート会場などにも使用している。かつては『日本アイスホッケーリーグ』、世界ボクシング協会（WBA）・世界ボクシング評議会（WBC）『スーパーウェルター級タイトルマッチ』輪島功一×シルバノ・ベルチニ戦やWBA『ジュニアフライ級タイトルマッチ』具志堅用高×リゴベルト・マルカノ戦といった世界王座防衛戦も開催していた。
また、北海道拓殖銀行の解散が決まった最後の株主総会の会場でもあり、当日は1,000人の株主が詰めかけた。この日は真駒内駅から30台以上の貸切バスがピストン輸送で株主を運んだ。

## 施設
- 円形スタジアム（直径103 m）
- 収容人員13,000人[10]
  - 固定スタンド6,024人（ロイヤルボックス162席）
  - 立見席約1,500人
  - 移動席約4,000人
- 各種競技（アイスホッケー、フィギュアスケート、テニスコート2面、バスケットボール3面、ハンドボール3面、バレーボール4面、バドミントン9面、卓球18面）
- 電光掲示盤、電光測定器（アイスホッケー・フィギュアスケート用）
- ランニングコース（1周約314 m）
- 会議室5室
- 更衣室16室、シャワー室2室
- 医務室、放送室、乾燥室、授乳室
- ウェイトトレーニング室
- 食堂
- 資料展示場（札幌五輪、アジア大会の関連品を展示）

附属体育館
- 面積520 m²
- 各種競技（バドミントン3面、卓球10面）

## 沿革
- 1970年、竣工。
- 1972年、『札幌オリンピック』を開催。北海道体育文化協会が管理運営受託[3]。
- 2001年、国から北海道へ移管[11]。
- 2006年、指定管理者制度を導入。
- 2007年、北海道セキスイハイムがネーミングライツ（命名権）を取得して「真駒内セキスイハイムアイスアリーナ」と改称[12]。これに伴い、日本オリンピック委員会からの依頼により五輪マーク撤去[13]。
- 2010年、ネーミングライツ契約を更新。その後、3年ごとに再契約[12][14]。

## 大会実績

### スポーツ
- 全日本フィギュアスケート選手権（1971年、2012年、2015年）
- 1972年札幌オリンピック
- アイスホッケー世界選手権（1975年）[6]
- 全日本アイスホッケー選手権大会（1976年、2003年、2006年）[6]
- NHK杯国際フィギュアスケート競技大会（1980年、1983年、1998年、2011年、2016年、2019年）
- 日本カーリング選手権大会（1984年、1985年、1986年、1987年、1988年、1989年、1990年）[15]
- アジア冬季競技大会（1986年、1990年、2017年）
- 第44回国民体育大会（はまなす国体）（1989年）
- 1991年冬季ユニバーシアード（1991年）
- NHK杯国際バレーボール大会（1991年）
- 1998年バレーボール世界選手権（1998年）
- 1999年ワールドカップバレーボール（1999年）

### イベント
- 水曜どうでしょう祭（屋外競技場との同時開催）（2005年、2013年）

### コンサート
- アイドルマスター SideM（2022年）[16]
- あいみょん（2022年）
- 長渕剛（1994年）
- いきものがかり（2012年、2013年）
- 今市隆二（2018年）
- UVERworld（2015年）
- 宇多田ヒカル（2000年、2006年）
- EXILE THE SECOND（2017年）
- 小田和正（2022年、2023年）
- 香取慎吾（2025年）
- KAT-TUN（2019年、2022年）
- 関ジャニ∞（2021年）
- Kis-My-Ft2（2017年、2022年）
- 木村拓哉（2024年）
- KinKi Kids（2016年）
- King Gnu（2021年）
- King & Prince（2019年、2021年）
- コブクロ（2013年）
- 佐野元春（1985年）
- 沢田研二（2018年）
- GENERATIONS from EXILE TRIBE（2017年）
- ジャニーズWEST（2022年）
- SixTONES（2022年）
- すとぷり（2023年）
- Snow Man（2022年）
- Saint Snow（2020年）
- SEKAI NO OWARI（2014年、2016年、2019年）
- Sexy Zone（2017年、2022年、2024年）
- TWICE（2019年）
- AAA（2016年）
- なにわ男子（2021年、2022年）
- NiziU（2022年）
- NEWS（2014年、2016年、2017年、2018年、2019年）
- 乃木坂46（2022年、2023年、2025年）
- Perfume（2012年、2014年、2018年）
- Hey! Say! JUMP（2017年、2018年、2022年）
- 星野源（2017年)
- MAN WITH A MISSION（2019年）
- ME:I（2025年）
- 水樹奈々（2025年）
- RADWIMPS（2019年）
- THE RAMPAGE from EXILE TRIBE（2019年）
- LiSA（2021年）
- ONE OK ROCK（2015年、2017年、2019年）

## アクセス
- じょうてつバス
  - 「曙町」バス停下車 徒歩2分
  - 「上町1丁目」バス停下車 徒歩5分
  - 「真駒内本町」バス停下車 徒歩10分
  - 「真駒内競技場前」バス停下車 徒歩15分
- 札幌市営地下鉄南北線真駒内駅から徒歩25分